# Hemiteles hospes
Hemiteles hospes là một loài tò vò trong họ Ichneumonidae.